# IC 785
IC 785 је спирална галаксија у сазвјежђу Гавран која се налази на листи објеката дубоког неба у Индекс каталогу.
Деклинација објекта је - 13° 13' 23" а ректасцензија 12h 23m 2,0s. Привидна величина (магнитуда) објекта IC 785 износи 14,0 а фотографска магнитуда 14,7. IC 785 је још познат и под ознакама MCG -2-32-7, NPM1G -12.0404, IRAS 12204-1256, PGC 40167.